# Kühne + Nagel

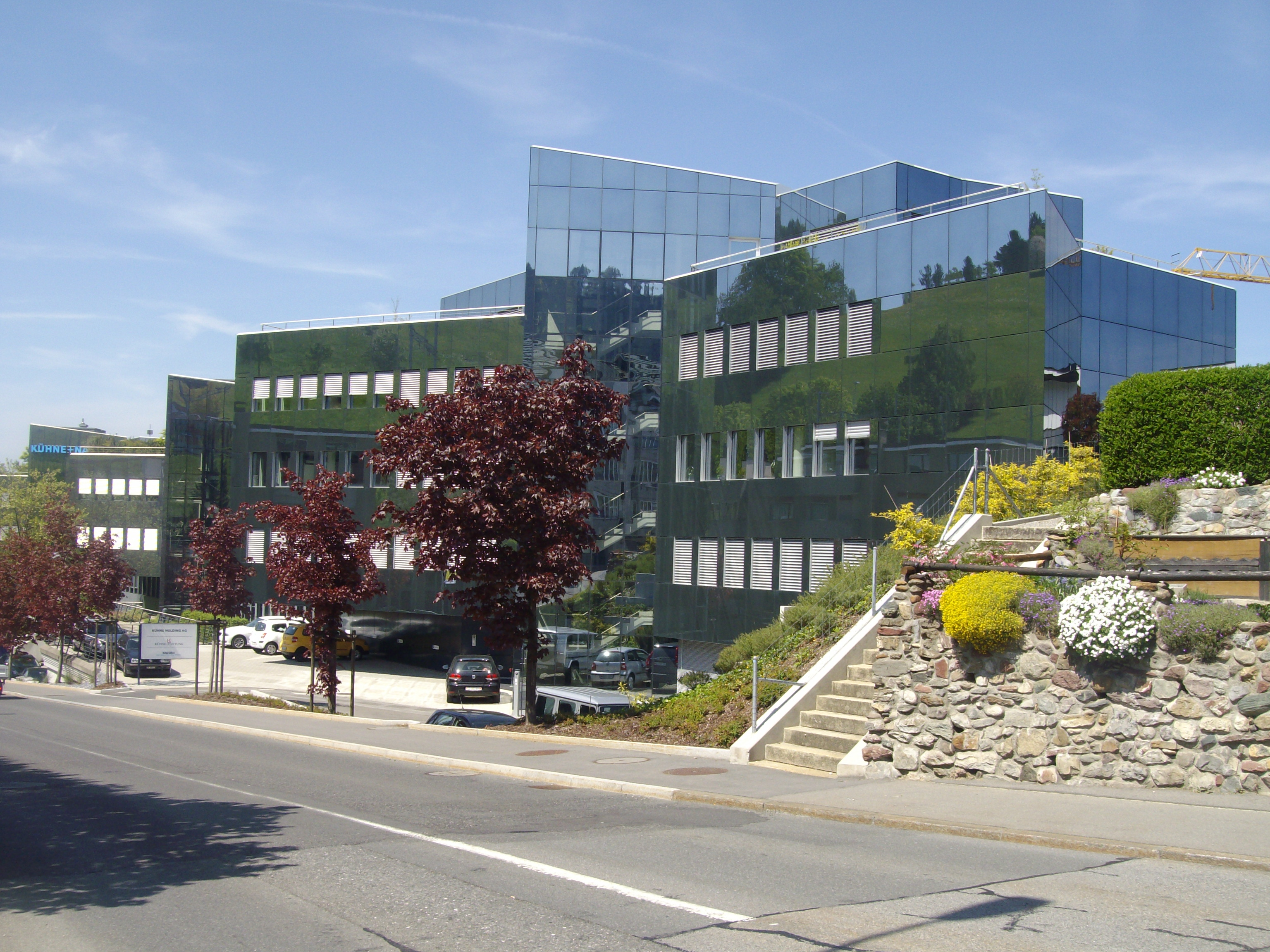
Unternehmenszentrale in Schindellegi (2011)

Die Kühne + Nagel International AG ist ein börsennotiertes, international tätiges Logistik- und Gütertransportunternehmen mit Sitz in Schindellegi, Schweiz. Das Geschäft gliedert sich in die Bereiche Seefracht, Luftfracht, Landverkehr und Kontraktlogistik. Das Unternehmen ist in rund 100 Ländern vertreten (Stand: Anfang 2024) und gehört zu den 500 größten Familienunternehmen der Welt.

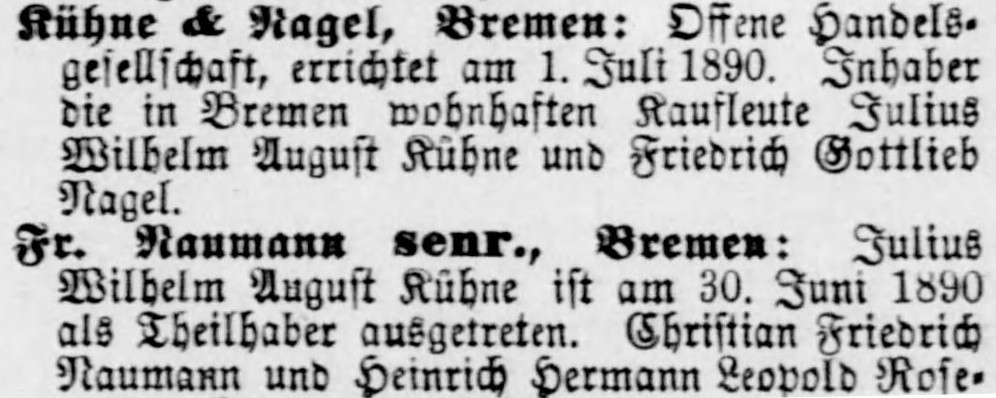
Handelsregistereintrag der Firmengründung

## Geschichte

### Gründung und erste Jahrzehnte
Am 1. Juli 1890 gründeten Julius Wilhelm August Kühne (1855–1932) und Friedrich Gottlieb Nagel (1864–1907) in Bremen ein Speditions- und Kommissionsgeschäft, das nach dem Tod von Nagel in den alleinigen Besitz von Kühne überging. Zunächst befanden sich die Geschäftsräume in der Langenstraße 49, dann in der Kaiserstraße 40. In Hamburg entstand 1902 eine Niederlassung, die vom jüdischen Kaufmann Adolf Maass, von 1908 an Gesellschafter von Kühne & Nagel, aufgebaut wurde. Sein Anteil an der Hamburger Filiale stieg später auf 45 Prozent. 1909 erwarb Kühne als Firmensitz die „von Kapff'sche Burg“ an der Großen Weserbrücke. Bis zum Ersten Weltkrieg errichtete das Unternehmen Niederlassungen und Büros in Bremerhaven, Lübeck, Leipzig und Berlin. In den Kriegsjahren kam das Geschäft fast zum Erliegen. In den Nachkriegsjahren folgte der schrittweise Wiederaufbau.

### Zeit des Nationalsozialismus
Im April 1933, kurz nach dem Tode August Kühnes, wurde Adolf Maass – mit 45 Prozent der größte Anteilseigner von Kühne + Nagel – von den Söhnen Alfred Kühne (1895–1981) und Werner Kühne (* 1898, erwähnt 1951) aus dem Unternehmen gedrängt. Er wurde 1942 zunächst nach Theresienstadt und 1944 ins KZ Auschwitz deportiert und dort ermordet.
Kühne + Nagel kam eine Schlüsselrolle bei der „M-Aktion“ des NS-Regimes zu. Insgesamt hatte die verantwortliche NS-Dienststelle bis August 1944 in den Niederlanden, Belgien, Frankreich und Luxemburg die Einrichtungen von rund 65.000 Wohnungen abtransportieren lassen. 500 Frachtkähne und 674 Züge waren dafür nötig. Bei der Umsetzung half Kühne + Nagel. Das Unternehmen war direkt und mit Hilfe von Subunternehmen in allen besetzten westlichen Ländern aktiv. Die Transporte aus den Niederlanden sind am ausführlichsten recherchiert. K + N charterte beispielsweise einen eigenen Dampfer, um jüdisches Raubgut in das Deutsche Reich zu transportieren. Das erste Frachtschiff aus Amsterdam traf im Dezember 1942 in Bremen ein. Die Stückliste weist 220 Armsessel, 105 Betten, 363 Tische, 598 Stühle, 126 Schränke, 35 Sofas, 307 Kisten mit Glasgeschirr, 110 Spiegel, 158 Lampen, 32 Uhren, ein Grammophon und zwei Kinderwagen aus. Dabei handelte es sich um das Eigentum niederländischer Juden, die im Sommer 1941 in Konzentrationslager deportiert worden waren.
Für den Einsatzstab Reichsleiter Rosenberg führte Kühne + Nagel laut dem Historiker Wolfgang Dreßen „allein aus Paris […] zwischen 1941 und 1944 29 Kunsttransporte“ durch. In Südfrankreich suchte auch ein Mitarbeiter von Kühne + Nagel aktiv nach Möbeln. Laut Dreßen gab es eine äußerst enge Zusammenarbeit mit Behördenmitarbeitern und der deutschen Besatzung. Es existierte eine eigene DIN-Norm, nach der geraubtes Gut verteilt wurde.
„Die Firma ist somit mitverantwortlich für den Tod von Leuten, sie haben damit Geld verdient“, ordnet Dreßen die Verantwortung von Kühne + Nagel ein. Auch der Historiker Frank Bajohr vom Münchner Zentrum für Holocauststudien im Institut für Zeitgeschichte (IfZ) sieht in den Geschäften von Kühne + Nagel „eine relative Nähe zum Massenmord“. Bei der Verschickung des geraubten Mobiliars der deportierten Juden habe die verantwortliche NS-Dienststelle Westen eng mit der Spedition Kühne + Nagel zusammengearbeitet, sagt der Historiker Johannes Beermann, der zu den M-Transporten forschte. Kühne + Nagel übernahm schließlich selbst die Organisation der Transporte aus den besetzten Westgebieten ins Reich.
Wolfgang Dreßen weist darauf hin, dass Kühne + Nagel nicht alleine gewesen sei, auch andere große Logistikunternehmen seien ähnlich verstrickt gewesen. Allerdings war Kühne + Nagel führend in dem entstandenen verbrecherischen Wirtschaftszweig; „dabei gelang es dem Fuhrunternehmen, sich so erfolgreich gegen potenzielle Mitbewerber durchzusetzen, dass Kühne + Nagel im Verlauf der 'M-Aktion' quasi das Monopol auf diese lukrativen Staatsaufträge erhielt“, beurteilt Beermann die Rolle des heute drittgrößten Logistikunternehmens der Welt. Das jüdische Eigentum wurde oft als Hollandmöbel bezeichnet.

### Entnazifizierung und Organisation Gehlen
Die Brüder Alfred und Werner Kühne wurden nach Kriegsende durch amerikanische Stellen einer umfangreichen Untersuchung zu ihrer Rolle in der nationalsozialistischen Herrschaftszeit unterzogen. In den Entnazifizierungsakten findet sich die Intervention der CIA, die „top secret“ klassifiziert war. Das Schreiben ist die Anordnung, dass Alfred Kühne zu entnazifizieren sei. Nach Informationen des Geheimdienst-Wissenschaftlers Erich Schmidt-Eenboom gehörte Kühne + Nagel zu den wichtigsten Tarnunternehmen der neu aufgebauten Organisation Gehlen. Er beurteilt die Bedeutung von Kühne + Nagel wie folgt: „Die CIA hat 1955 eine Aufstellung sämtlicher Tarnfirmen des Gehlen-Apparates gemacht, und da rangiert Kühne + Nagel sehr weit oben. Zum einen die Bremer Zentrale, zum zweiten die Münchner Niederlassung, und zum dritten war das Bonner Büro von Kühne + Nagel der Sitz von Gehlens Verbindungsmann zur Bundesregierung.“

### Ab 1945
Nach den Luftangriffen auf Bremen und Hamburg und in der Nachkriegszeit kontrollierten die Gebrüder Kühne die Kühne-+-Nagel-Geschäfte vom Anwesen Lichtensee in Hoisdorf aus, das Werner Kühne 1938 von der jüdischen Hamburger Industriellenfamilie Hugo Hartig (1871–1928) – die in die USA flüchten musste – für 100.000 Reichsmark (RM) abkaufte. Von Herbst 1945 bis Ende 1953 war der spätere Co-Gründer von Rohde und Liesenfeld, Dieter Liesenfeld (1921–2010), Teilhaber von Kühne + Nagel.
Die 1944 zerstörte Bremer Firmenzentrale, die sich ab 1910 in der sogenannten „Kappfschen Burg“ befand, wurde verlegt. Alfred Kühne erteilte dem Architekten Cäsar Pinnau den Auftrag, auf einem größeren Gelände einen sechsgeschossigen Neubau zu errichten, der im März 1962 als August-Kühne-Haus eingeweiht und zwischen 1971 und 1972 um drei Etagen aufgestockt wurde. Dieses Gebäude wurde inzwischen durch einen Neubau ersetzt. Insbesondere wurden Baubeschränkungen durch ein zusätzlich aufgesetztes unverkleidetes Technikgeschoss ohne Baugenehmigung unterlaufen. 1950 wurde eine Zweigniederlassung in Buenos Aires/Argentinien eröffnet. Der Anteilseigner Werner Kühne verließ im Dezember 1951 das Unternehmen, gründete in Bremen die Africana Transport GmbH und übernahm auf eigene Rechnung die bestehende Kühne + Nagel-Vertretung in Johannesburg/Südafrika. Im April 1959 wurde mit der Kühne + Nagel AG (Kapital 500.000 Fr.) in der Schweiz eine Filiale in Zürich/Basel errichtet.

### Von den 1960er Jahren bis zur Jahrtausendwende
1963 wurde der Gründerenkel Klaus-Michael Kühne, der fünf Jahre zuvor in die Firma eingetreten war, mit 26 Jahren persönlich haftender Gesellschafter (Komplementär) und Teilhaber. 1965 wurde die Kühne & Nagel Speditions-AG in Bremen gegründet, die als haftende Gesellschafterin der Kühne & Nagel KG fungierte. Im Jahr 1966 trat Klaus-Michael Kühne als Vorstandsvorsitzender in die Geschäftsführung ein. 1966 befanden sich von den zehn Millionen Mark Aktienkapital 80 Prozent im Besitz der Familie und 20 Prozent in den Händen von Mitarbeitern, deren Aktienbesitz jedoch an die Mitarbeit in der Firma gebunden war. Klaus-Michael Kühne trieb den Ausbau des weltweiten Netzwerks weiter voran.
Nachdem sich Alfred Kühne und sein Stellvertreter Ludwig Rössinger (* 1898), der bereits 1924 die Frankfurter Niederlassung führte und ab 1954 Teilhaber von Kühne & Nagel war, 1975 aus Altersgründen aus dem Aufsichtsrat zurückzogen, übernahmen Klaus-Michael Kühne und sein Stellvertreter Rudolf Lück die Posten. Im selben Jahr verlegte das Unternehmen den Hauptverwaltungssitz nach Pfäffikon südlich vom Zürichsee auf der Schwyzer Seite. Im Folgejahr, 1976, wurde die Kühne-Stiftung gegründet. In den Zeiten der ersten und zweiten Ölkrise versuchte Klaus-Michael Kühne, ein Reedereiunternehmen aufzubauen, geriet damit in finanzielle Schwierigkeiten und musste 1981 – im Todesjahr seines Vaters – 50 Prozent der Anteile für 90 Millionen DM an die damalige Lonrho-Gruppe von Tiny Rowland abgeben. 1983 berichtete das Nachrichtenmagazin Der Spiegel über aufgeflogene dubiose Waffentransporte von internationalen Waffenhändlern nach Afrika, in die Kühne + Nagel verwickelt war. Generalbevollmächtigter von Kühne & Nagel (AG & Co.) war der Bremer Kaufmann und Konsul Klaus Eberhard Momm (* 1928 in Haarlem), der auch Vorstandsmitglied im Afrika Verein e. V. in Hamburg war.
Im Jahr 1990 übernahm Kühne + Nagel das DDR-Verkehrskombinat Deutrans, das 1989 knapp 4500 Lkw, zumeist aus westlicher Produktion, besaß. Zu Beginn der 1990er Jahre war das Unternehmen nach Schenker-Rhenus das zweitgrößte Speditionsunternehmen in Deutschland. Für 340 Millionen Mark kaufte 1992 Klaus-Michael Kühne die Firmenanteile von Lonrho zurück. Im selben Jahr zog der Konzernsitz von Pfäffikon in den Nachbarort Schindellegi. Ebenfalls 1992 stieg mit 33,34 % die VBB Viag-Bayernwerk-Beteiligungsgesellschaft mbH, eine Tochtergesellschaft mit gleichen Teilen der VIAG und des Bayernwerks, bei Kühne+Nagel ein. Weitere 10 Prozent hielt ab Juli 1992 die vormals zur Kommerziellen Koordinierung der DDR zählende Deutsche Handelsbank (DHB), die der Bank für Gemeinwirtschaft und der Treuhandanstalt gehörte.
Seit 1994 ist die Kühne + Nagel International AG eine an der Schweizer Börse SIX Swiss Exchange kotierte Publikumsgesellschaft. Gemeinsam mit der VIAG brachte Kühne 18 Prozent der Unternehmensanteile an die Börse und kaufte den Anteil von VIAG 1998 zurück. Zur Finanzierung brachte Kühne in zwei Tranchen 6 und 5,9 Prozent an die Börse, so dass dann 30 Prozent auf dem Markt gehandelt wurden. Klaus-Michael Kühne trat im Juli 1999 von seinem Posten als CEO zurück, blieb aber Präsident und Delegierter des Verwaltungsrats des Unternehmens. Klaus Herms, der den Ausbau des Asien-Geschäfts vorangetrieben hatte, wurde Kühnes Nachfolger als CEO (bis Ende 2008).

### Geschäftsentwicklung seit 2000
Im Dezember 2000 übernahm die SembCorp Logistics Ltd. aus Singapur ein 20-prozentiges Aktienpaket der Kühne + Nagel International AG, verkaufte im Oktober 2004 davon 7 Prozent an Kühne + Nagel zurück und offerierte die restlichen 13 Prozent an institutionelle Anleger. Die Zusammenarbeit mit SembCorp  dauerte bis 2004. Der amerikanische Transporteur Usco Logistics wurde von Kühne + Nagel 2001 übernommen. 2005 erwarb das Unternehmen den Kontraktlogistiker ACR Logistics für 440 Mio. Euro. Der 2005 begonnene Bau des Kühne + Nagel Centre in der HafenCity von Hamburg war 2006 abgeschlossen. Der Kauf des französischen Stückgut-Experten Alloin folgte im Jahr 2008. Das Unternehmen erwarb 2012 Geschäftsverträge des kanadischen Unternehmens Perishables International Transportation, das auf den Transport von frischen und tiefgekühlten Lebensmittel spezialisiert war. Im selben Jahr verurteilte die Europäische Kommission Kühne + Nagel zu einer Strafe von 53,7 Mio. Euro, weil es zwischen 2002 und 2007 Teil eines Kartells war, das Preise und Handelsbedingungen für Luftfrachtdienste abgesprochen hatte; sechs Jahre später bestätigte der Europäische Gerichtshof das Urteil. 2013 legten VTG und KN ihre Schienenlogistik-Aktivitäten zusammen und formten VTG Rail Logistics.
2018 ging Sea Explorer online, eine digitale Plattform für die Kunden des Unternehmens zum Echtzeit-Tracking ihrer Seefracht. Das System wurde insbesondere bei Großstörungen in der Seefahrt, zum Beispiel während der COVID-19-Pandemie oder der Blockade des Suezkanals durch die Ever Given (2021), nachgefragt. Im Zuge der COVID-19-Pandemie war das Unternehmen für den weltweiten Transport und die Lagerung des Covid-19-Impfstoffes von Moderna verantwortlich. Zugleich boomte in dieser Zeit das Geschäft der Logistikgruppe, denn diese Krise belastete die weltweiten Lieferketten. 2023 endete diese Sonderkonjunktur.
Während der Pandemie, im Frühjahr 2021 erwarb Kühne + Nagel die  Mehrheit an Apex, einem asiatischen Logistikanbieter; der Kaufpreis wurde auf 1,1 Mrd. bis 1,2 Mrd. CHF geschätzt. Es handelte sich um die bis dahin größte Transaktion in der Unternehmensgeschichte. Im selben Jahr verkaufte Kühne + Nagel 24,9 Prozent aller Aktien an Partners Group, behielt jedoch die Mehrheit aller Anteile. Im Juni 2023 gab das Unternehmen bekannt, Morgan Cargo übernehmen zu wollen, ein südafrikanisches Speditionsunternehmen mit Spezialisierung auf den Transport und Umschlag verderblicher Güter. Im November desselben Jahres folgte der Erwerb des kanadischen Zollagenten Farrow. Zur gleichen Zeit nahm das Unternehmen seine vergrößerte Im- und Exportbasis am Flughafen Paris-Charles-de-Gaulle in Betrieb. Im Januar 2024 begann in Dubai der Betrieb eines Gesundheitszentrums für die niederländische International Dispensary Association Foundation (IDA Foundation). Für diese Stiftung übernimmt Kühne + Nagel unter anderem die Distribution von Medikamenten im Nahen Osten und in Afrika.

### Firmenjubiläum 2015
2015 feierte Kühne + Nagel auf dem Bremer Marktplatz sein 125-jähriges Firmenjubiläum. Das Unternehmen stellte in einem Glaspavillon und großen Lkw die bebilderte Firmengeschichte dar. Die Ausstellung tourte durch die europäischen Niederlassungen des Konzerns. Die Feiern sorgten auch für Kritik: Als „grenzwertig“ bezeichnete Bürgerschaftspräsident Christian Weber die weiträumige Absperrung auf dem Platz zugunsten eines von Sicherheitskräften bewachten Glaspavillons und Riesen-LKWs. Die Tageszeitung „taz“ wies anlässlich des Jubiläumsauftaktes darauf hin, dass das Unternehmen zwar ein aufwändiges „History Marketing“ betreibe, seine herausgehobene Rolle in der NS-Zeit jedoch weitestgehend ausspare bzw. substanziell beschönige.

### Neubau des Firmensitzes und Aufarbeitungskultur
2016 stimmte der Bremer Senat einem Abriss des alten Firmensitzes an der Weser zu und genehmigte einen wesentlich größeren Neubau des August-Kühne-Hauses an gleicher Stelle. Mit der Diskussion um den schließlich von der Bremer Koalition genehmigten Bau an der Großen Weserbrücke wies die taz Bremen auf die Rolle der Firma in der Zeit des Nationalsozialismus hin. Angesichts des Umstands, dass Kühne + Nagel für das Baugrundstück einen Quadratmeterpreis von lediglich rund 900 Euro bezahlen sollte, startete die Zeitung eine Aktion, um für einen etwas darüber liegenden Preis eine Fläche von 2 × 2 Metern für ein Denkmal zur Rolle der Firma in der NS-Zeit zu kaufen. Die 4400 Euro für die vier Quadratmeter kamen innerhalb von drei Tagen nach dem Aufruf zusammen. Am 23. Dezember 2015 berichtete die Zeitung von der Aktion und gab bekannt, dass bereits über 16.000 Euro durch die Aktion zusammengekommen seien und das Geld nun für das Denkmal selbst verwendet würde. Dafür will die Zeitung einen Gestaltungswettbewerb ausschreiben.
Schließlich einigte sich die Koalition mit dem Unternehmen auf ein Mahnmal, das jedoch mehrere hundert Meter von dem Firmengebäude entfernt an der Teerhofbrücke errichtet werden soll. Weil damit der unmittelbare Bezug zum Familienunternehmen geklittert würde, löste die Entscheidung Kritik aus. Die Jüdische Gemeinde Bremens sieht in der Entscheidung für den Standort an der Fussgängerbrücke „ein[en] Kompromiss mit fadem Beigeschmack“. Es sei belastend, dass die Firma Kühne + Nagel nicht zu ihrer Geschichte stehe, erklärte die Gemeinde nach der Entscheidung des Koalitionsausschusses laut Weser-Kurier. In der Nacht zum Ostersonntag 2018 errichteten Unbekannte ein provisorisches Mahnmal vor der Firmenzentrale. Die Aktivistin Kai Wargalla (Grüne) twitterte, man habe das Mahnmal „nun genau da hingestellt, wo es hingehört: Direkt vor K+N“.

### Aufarbeitung der Firmengeschichte
Das Unternehmen Kühne + Nagel machte bis 2015 keine öffentlichen Aussagen zu seiner Rolle und Beteiligung in der NS-Zeit; speziell zu Möbeltransporten und anderen Logistik-Dienstleistungen für NS-Organe in der Zeit von 1933 bis 1945. Auf Anfrage der „taz“ erklärte das Unternehmen im Januar 2015, „der Rolle von Kühne + Nagel in diesen Zeitperioden mangelt es an Relevanz“. „Unklar“ sei zudem, „in wessen Auftrag die Transporte durchgeführt wurden“. Es wird weiter darauf verwiesen, dass das Unternehmen in einer wirtschaftlich schwierigen Situation gewesen sei. Der Historiker Jaromir Balcar geht allerdings davon aus, dass leitende Mitarbeiter von Kühne + Nagel sehr genau wussten, welches Gut sie im Rahmen der M-Aktion transportierten.
Nach mehreren Artikeln in der „taz“, die auch auf den vergessenen früheren jüdischen Teilhaber von Kühne + Nagel, Adolf Maass, hinwies, wurde die Rolle von Kühne + Nagel auch in einem Beitrag des Politik-Magazins Kontrovers (BR) im Frühjahr 2015 aufgegriffen. Nach diesen Recherchen profitierte das Unternehmen indirekt von Enteignungen der Nazis, da die Habseligkeiten von deportierten Juden aus Frankreich, Belgien, den Niederlanden und Luxemburg von Kühne + Nagel nach Deutschland transportiert wurden. Kühne + Nagel war damit an der sogenannten „M-Aktion“ beteiligt. 1942 begannen NS-Stellen unter diesem Decknamen die Plünderung jüdischer Wohnungen in den besetzten Ländern. Etwa 70.000 Wohnungen deportierter und geflohener Juden waren betroffen. Mit den angeeigneten, offiziell „beschlagnahmten“ Möbeln sollten deutsche NS-Behörden im Osten ausgestattet werden. Kühne + Nagel verwies gegenüber dem Bayerischen Rundfunk auch darauf, dass das Firmenarchiv 1944 im Krieg abgebrannt sei und man keine Unterlagen zu dem Zeitraum habe.
Unter dem Druck der Recherchen von Kontrovers und „taz“ gab Kühne + Nagel am 17. März 2015 eine Presseerklärung heraus, in der das Unternehmen erstmals einräumte, „zum Teil“ im Auftrag des NS-Regimes gehandelt zu haben:

„Wie andere Unternehmen, die bereits vor 1945 bestanden, war Kühne + Nagel in die Kriegswirtschaft eingebunden und musste in dunklen und schwierigen Zeiten seine Existenz behaupten. Schon im Ersten, aber erst recht im Zweiten Weltkrieg war dies eine große Herausforderung.
Aus dem für Kühne + Nagel zugänglichen historischen Material geht hervor, dass das Unternehmen von 1939 bis 1945 über die deutschen Grenzen hinaus in den besetzten Gebieten tätig war und vor allem Versorgungslieferungen für die Armee durchführte. Ebenfalls war man im Auftrag der Reichsregierung mit den Transporten von beschlagnahmten Gütern politisch und rassisch Verfolgter befasst. Hierbei handelte es sich größtenteils um Möbel.
Kühne + Nagel ist sich der schändlichen Vorkommnisse während der Zeit des Dritten Reiches bewusst und bedauert sehr, dass es seine Tätigkeit zum Teil im Auftrag des Nazi-Regimes ausgeübt hat. Zu berücksichtigen sind die seinerzeitigen Verhältnisse in der Diktatur sowie die Tatsache, dass Kühne + Nagel die Kriegswirren unter Aufbietung aller seiner Kräfte überstanden und die Existenz des Unternehmens gesichert hat.“

In derselben Pressemitteilung bekundete das Unternehmen die Absicht, „Fakten aus der Zeit zwischen 1933 und 1945“ in einer „firmeninternen Dokumentation“ darstellen zu wollen. Anfragen von Historikern auf Einsicht in das Firmenarchiv wurden seinerzeit (März 2015) abschlägig beschieden. Auch weitere Vorstöße renommierter Unternehmenshistoriker stießen auf vehemente Ablehnung seitens des Unternehmens.
Rolle und Schicksal von Adolf Maass
2006 wurden an dem ehemaligen Wohnort des Ehepaars Maass in Hamburg-Winterhude zwei Stolpersteine verlegt. Die Politikerin Ulrike Sparr hatte in diversen Archiven nach Unterlagen gesucht. Dabei stieß sie auf die Aussagen von Adolf Maass’ Sohn Gerhard Maass. Dieser charakterisierte die Kühne-Brüder als „einflussreiche Nazis“, die seinen Vater aus der Firma gedrängt hätten. In der Festschrift zum 75-jährigen Bestehen der Firma Kühne + Nagel 1965 wird das Wirken von Adolf Maass durchaus gewürdigt. Zu seinem Ausscheiden heißt es darin: „Im April 1933 scheidet Adolf Maaß aus, um als Teilhaber in eine Großhandelsfirma seiner Verwandtschaft einzutreten. Alfred und Werner Kühne führen die Firma als Alleininhaber weiter.“
50 Jahre später, in der Festschrift zum 125-jährigen Jubiläum der Firma, ist Adolf Maass erwähnt. Allerdings ist die Festschrift nicht öffentlich zugänglich und wurde in einer so kleinen Auflage gedruckt, dass nicht einmal alle Mitglieder des Vorstandes ein Exemplar erhielten. Das Kapitel, in der es um die Zeit von 1933 bis 1945 geht, trägt die Überschrift „In dunkler Zeit“. Olaf Scholz, damaliger Erster Bürgermeister Hamburgs sagte in seiner Festrede 2015 zu der Schrift: „Benannt werden die Trennung vom jüdischen Teilhaber, der später im Holocaust umkommt, die Abhängigkeit von Aufträgen des Naziregimes, die Aktivitäten in besetzten Gebieten und die logistische Unterstützung bei der Beschlagnahmung jüdischen Eigentums. Die Aufarbeitung der Jahre, die die Festschrift die „dunkle Zeit“ nennt, ist ein wichtiger Schritt. Es ist erfreulich, wenn er, wie hier, als moralische Pflicht verstanden wird, die zum Unternehmen gehört.“ Wesentliche Umstände und Dimensionen der Unternehmens-Aktivitäten in der NS-Zeit bleiben in der Chronik allerdings weiterhin ausgespart, so der Eintritt von Werner Kühne in die NSDAP am 1. Mai 1933. Die acht Tage zuvor erfolgte Trennung von Maass wird in der Chronik als „freundschaftliche Abstimmung“ charakterisiert.

## Organisation und Hauptanteilseigner
Das Unternehmen wird vom Management Board geleitet, dem neun Personen angehören. Dem Verwaltungsrat gehören ebenfalls neun Personen an. Klaus-Michael Kühne ist Ehrenvorsitzender dieses Gremiums.
Das operative Geschäft gliedert sich in die vier Bereiche Seefracht, Luftfracht, Landverkehr und Kontraktlogistik. Das Unternehmen war Anfang 2024 in rund 100 Ländern vertreten und hatte weltweit mehr als 1.300 Niederlassungen. Im Jahresbericht, Stand 2024, werden 269 Unternehmen konsolidiert. Sie verteilen sich auf folgende Länder und Regionen: Schweiz (6), EMEA (126), Americas (59) und Asia-Pacific (78).
Seit 1994 ist Kühne +  Nagel an der Schweizer Börse SIX Swiss Exchange kotiert. Die Aktie ist Teil des SMI. Hauptanteilseigner waren zum 31. Dezember 2024 mit 55,3 % Klaus-Michael Kühne über die Kühne Holding AG, mit 4,7 % die Kühne-Stiftung und mit 3,1 % BlackRock.

## Mitbestimmung
1976 wurde die Unternehmensmitbestimmung in Deutschland eingeführt. Das Unternehmen hat durch die vorherige Verlagerung in den Kanton Schwyz keinen Aufsichtsrat nach deutschem Mitbestimmungsrecht. Gewerkschaftlich organisierte Mitarbeiter des Unternehmens versuchten seit 1997 mehrfach, einen Europäischen Betriebsrat zu gründen. Da sie durch die Unternehmensleitung jedoch keine Informationen über die genauen Beschäftigtenzahlen und über die Personalgrößen in einzelnen EU-Mitgliedsstaaten erhielten, scheiterten diese Initiativen zunächst. 2004 bejahte der Europäische Gerichtshof die Pflicht Kühne + Nagels zur Unterrichtung der Arbeitnehmervertreter, auch wenn der Sitz in der Schweiz sei. Dieser Auffassung schloss sich 2004 auch das Bundesarbeitsgericht an. Mit Hilfe der Europäischen Transportarbeiterföderation (ETF) wurde 2015 ein neuer Anlauf genommen: Durch ein von der EU-Kommission finanziertes Projekt wurde es den Arbeitnehmervertretern von Kühne & Nagel erstmals ermöglicht, europaweite Treffen und Seminare zu organisieren und abzuhalten.

## Kühne Center for Sustainable Trade and Logistics
Das Unternehmen finanziert am Volkswirtschaftsinstitut der Universität Zürich das Kühne Center for Sustainable Trade and Logistics. Die Historikerin Monika Dommann meinte 2023, das Institut sei einseitig aufgestellt, ihrer Ansicht nach müssten mehr übergreifende Bezüge zur Soziologie, Philosophie, Ethnologie und Geschichte hergestellt werden.

## Bildergalerie

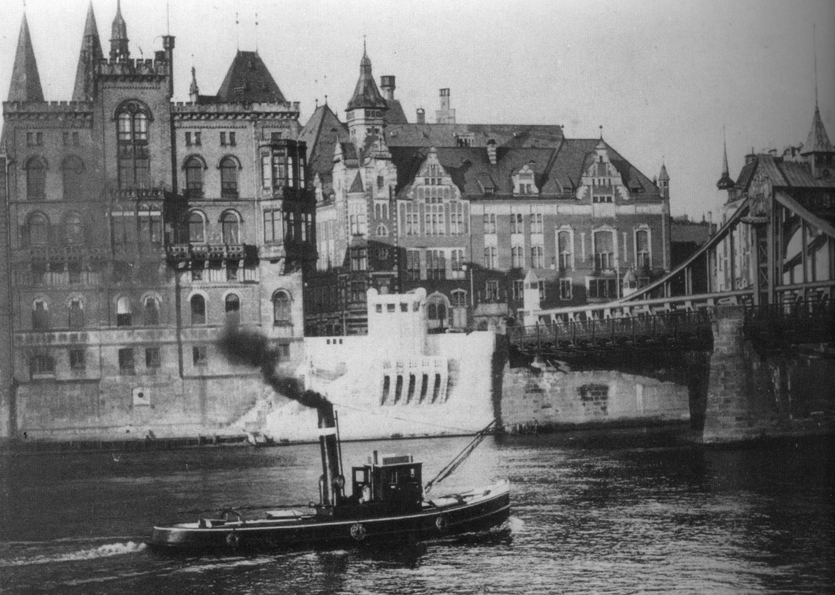
Firmenzentrale in Bremen 1909 bis ca. 1944 (linkes Gebäude)
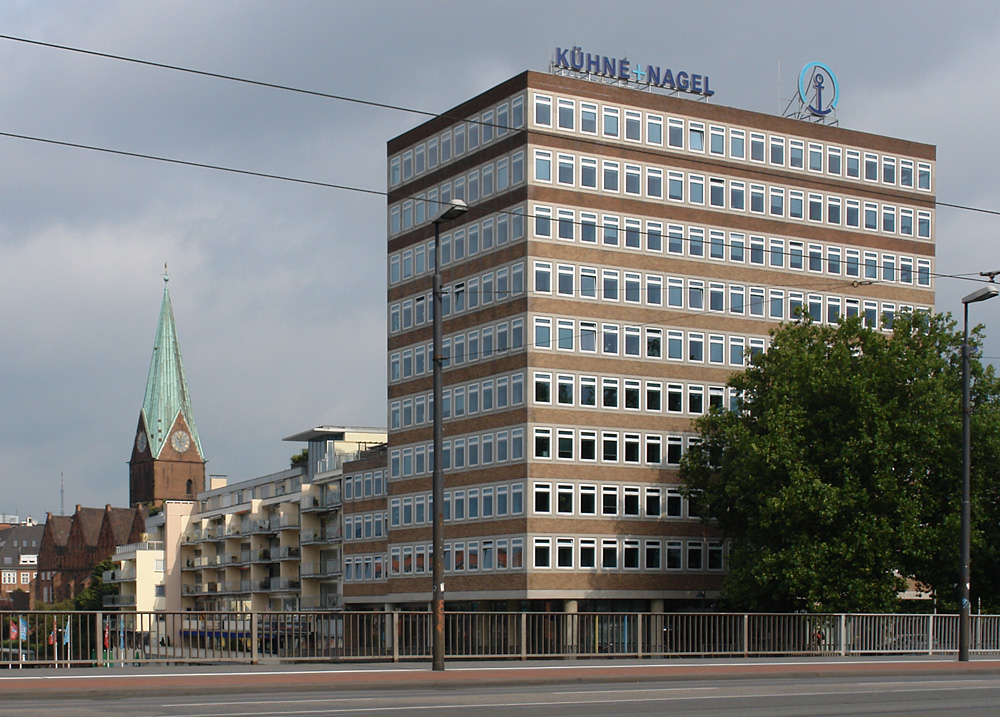
Ehemaliges August-Kühne-Haus an der Wilhelm-Kaisen-Brücke in Bremen (1962–2017)
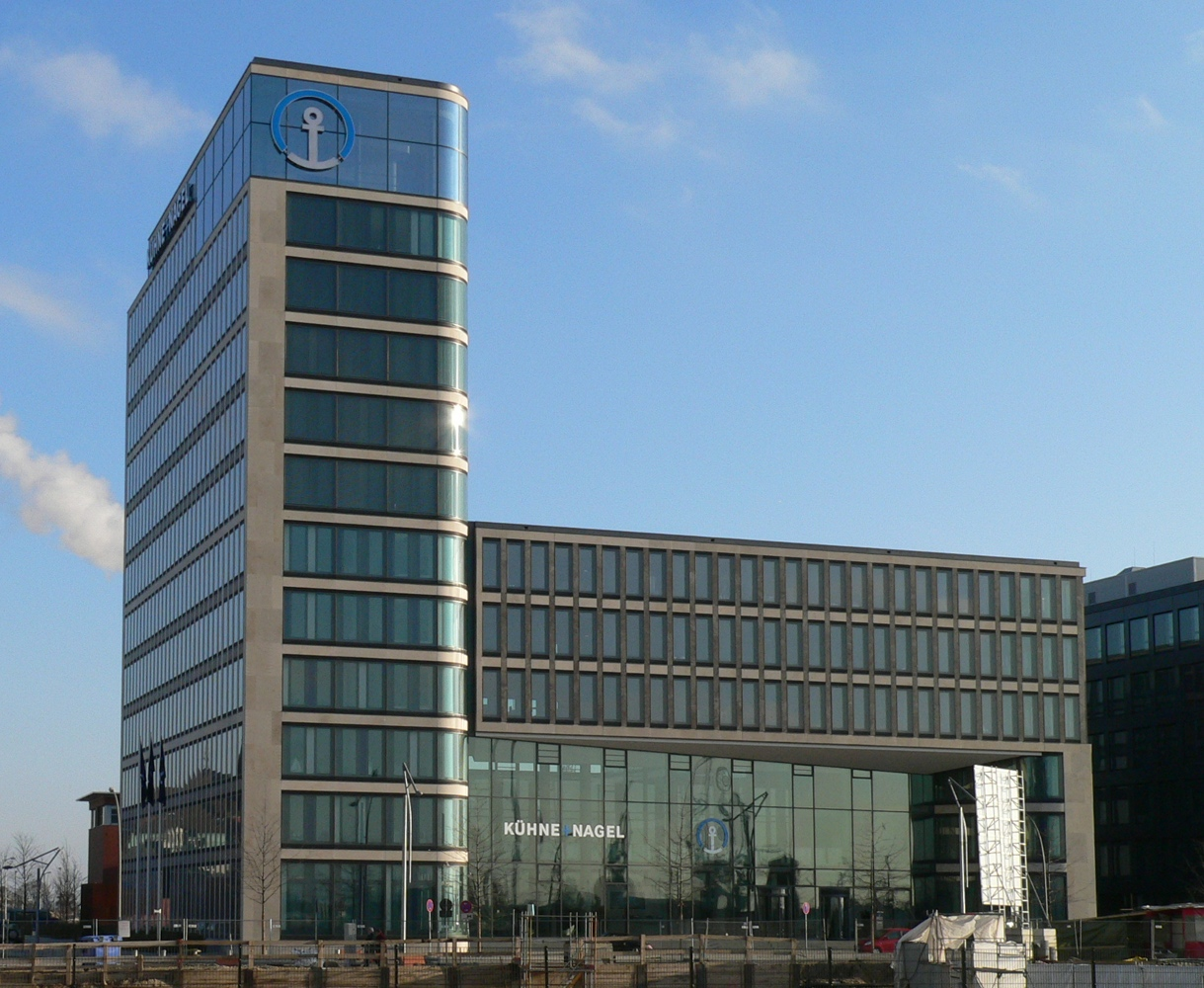
Kühne + Nagel Großer Grasbrook, HafenCity
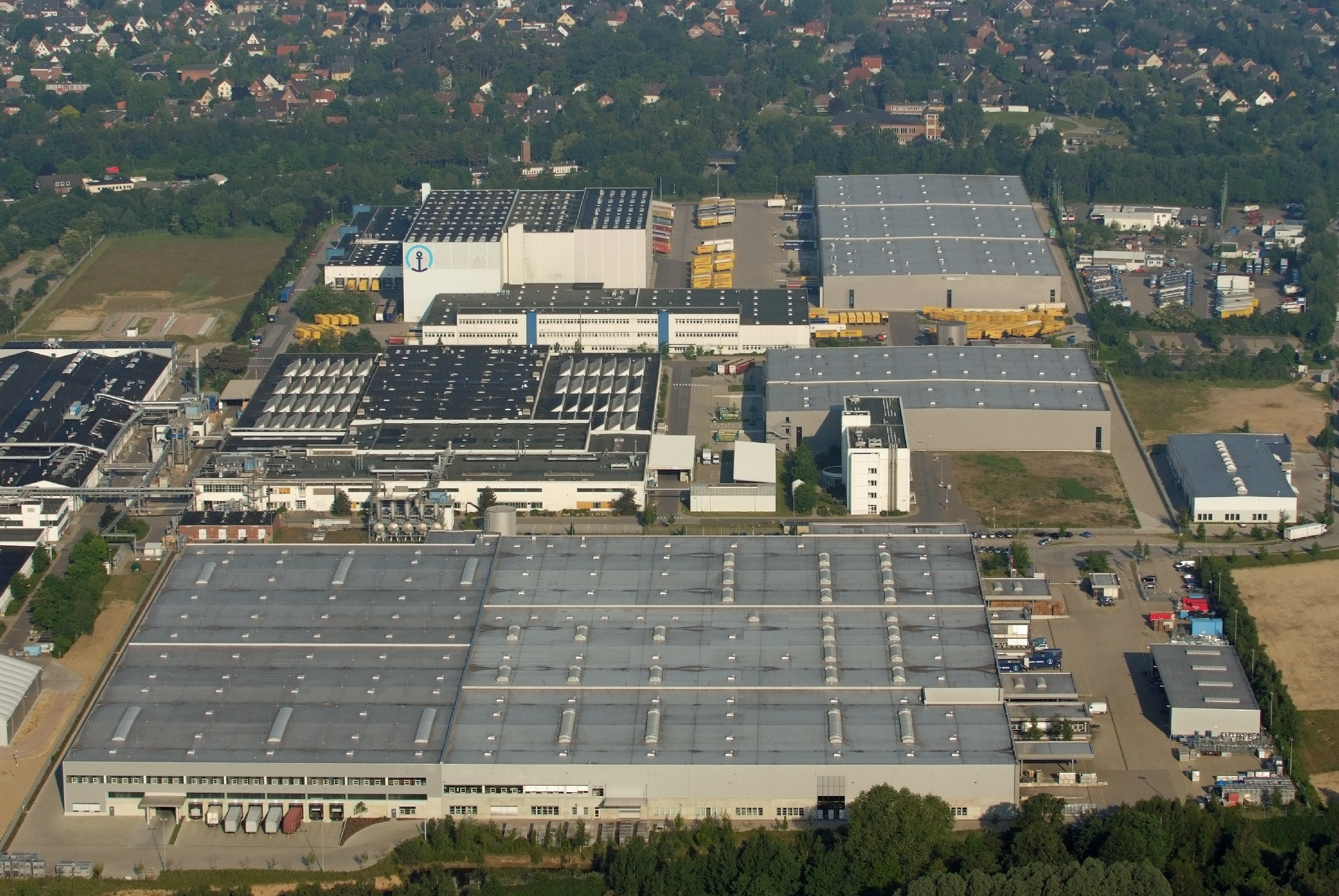
Hallen in Hamburg-Heimfeld
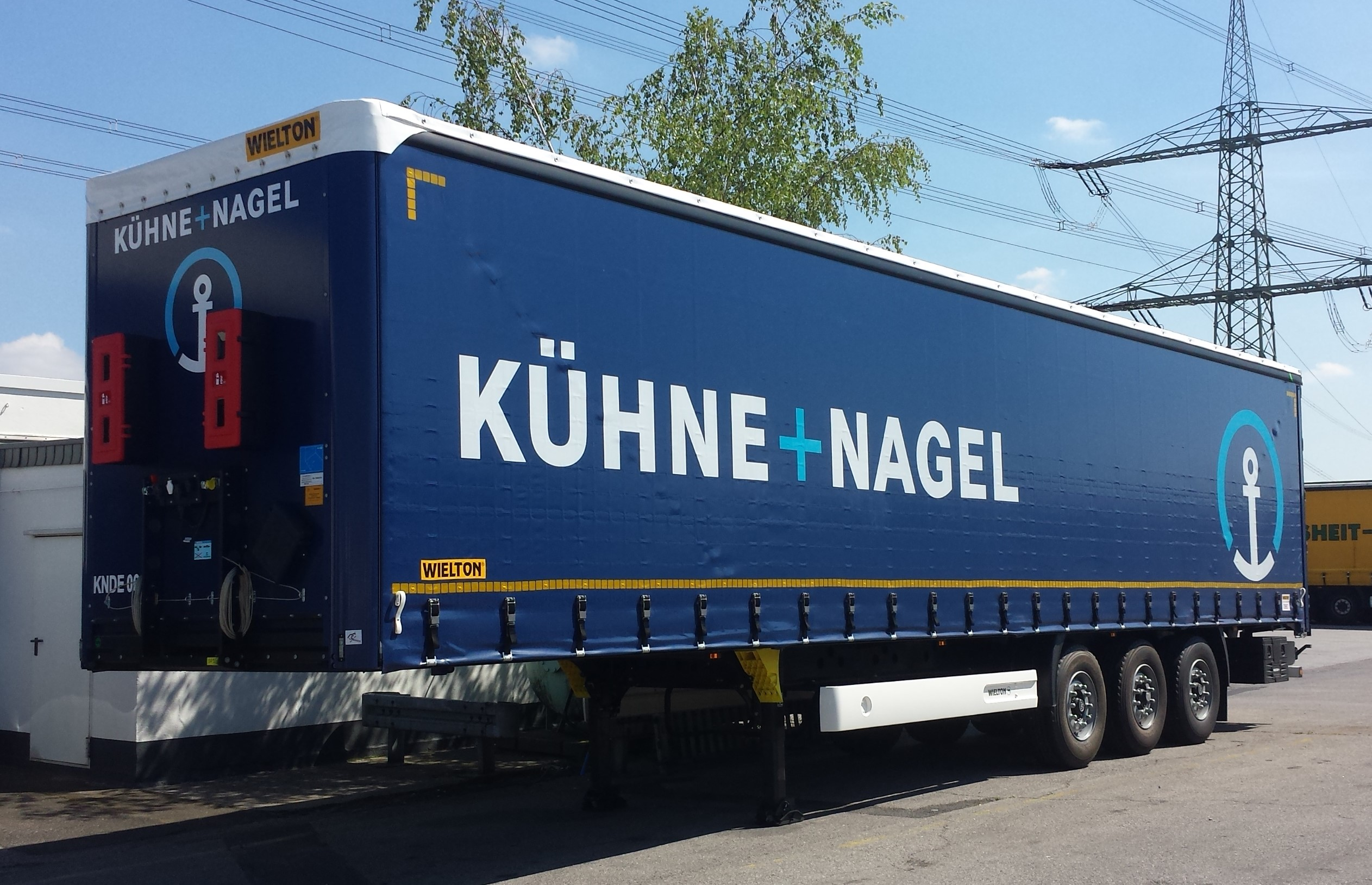
Sattelauflieger von Kühne + Nagel
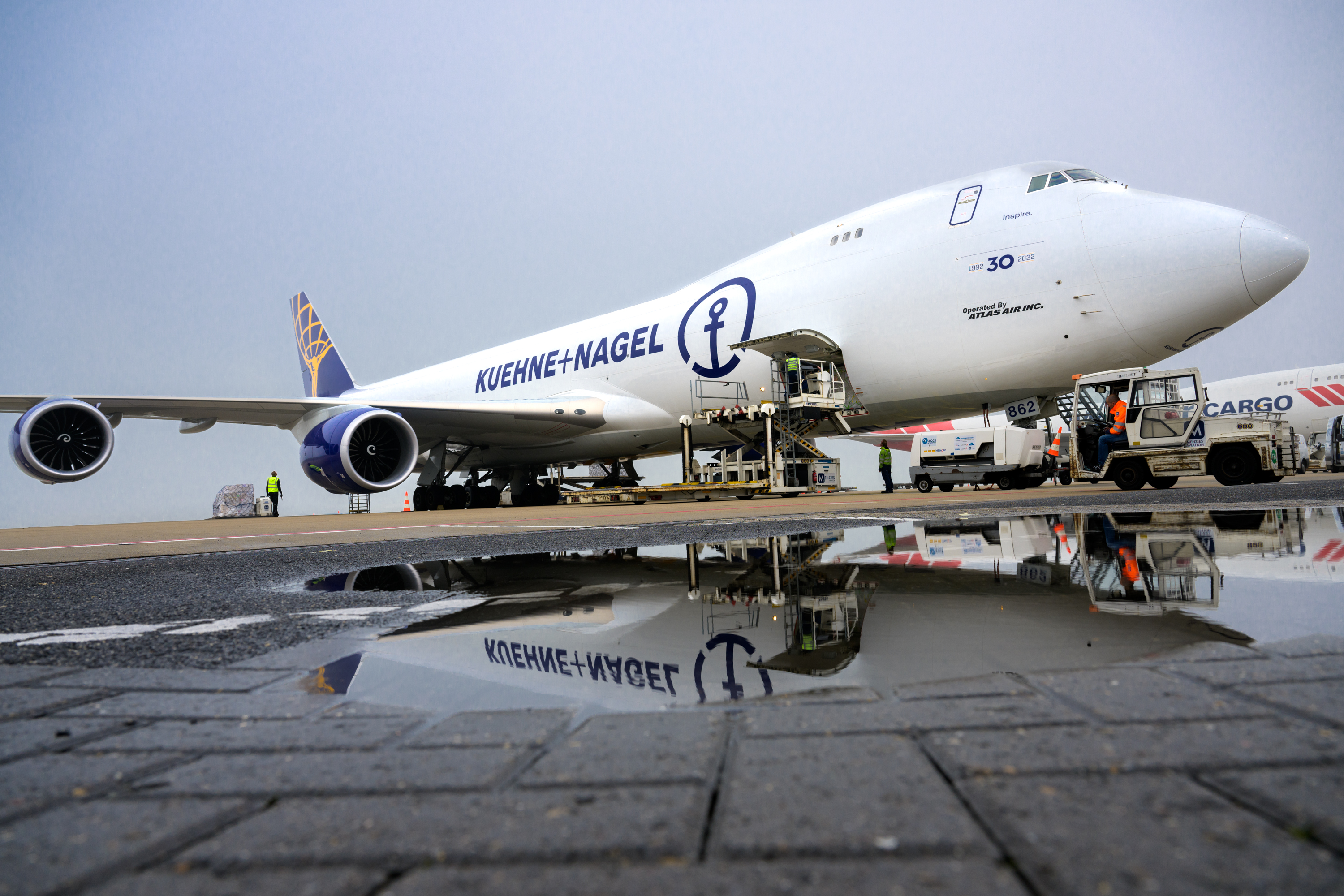
Boeing 747 Frachtflugzeug (von Atlas Air) am Flughafen Amsterdam Schiphol